# 바가 (나이지리아)
바가(Baga)는 나이지리아 북부 보르노주에 위치한 도시로 차드호와 인접해 있고 쿠카와 도시의 북동쪽 끝에 위치해 있다. 이 도시는 쿠카와 지방 정부 지역에 위치해 있다.
이 도시는 보르노 주의 주도인 마이두구리에서 196km 떨어져 있으며, 2000년 기준 "도론 바가" 수산시장은 이 도시로부터 6km 떨어져 있다. 바가는 차드 호의 경계에 있어 1960년대부터 70년대까지는 수산업의 중심도시였지만 호수의 크기가 감소하면서 수산업도 쇠퇴하였고 이후 농업으로 생계를 이어나가고 있다.

## 역사

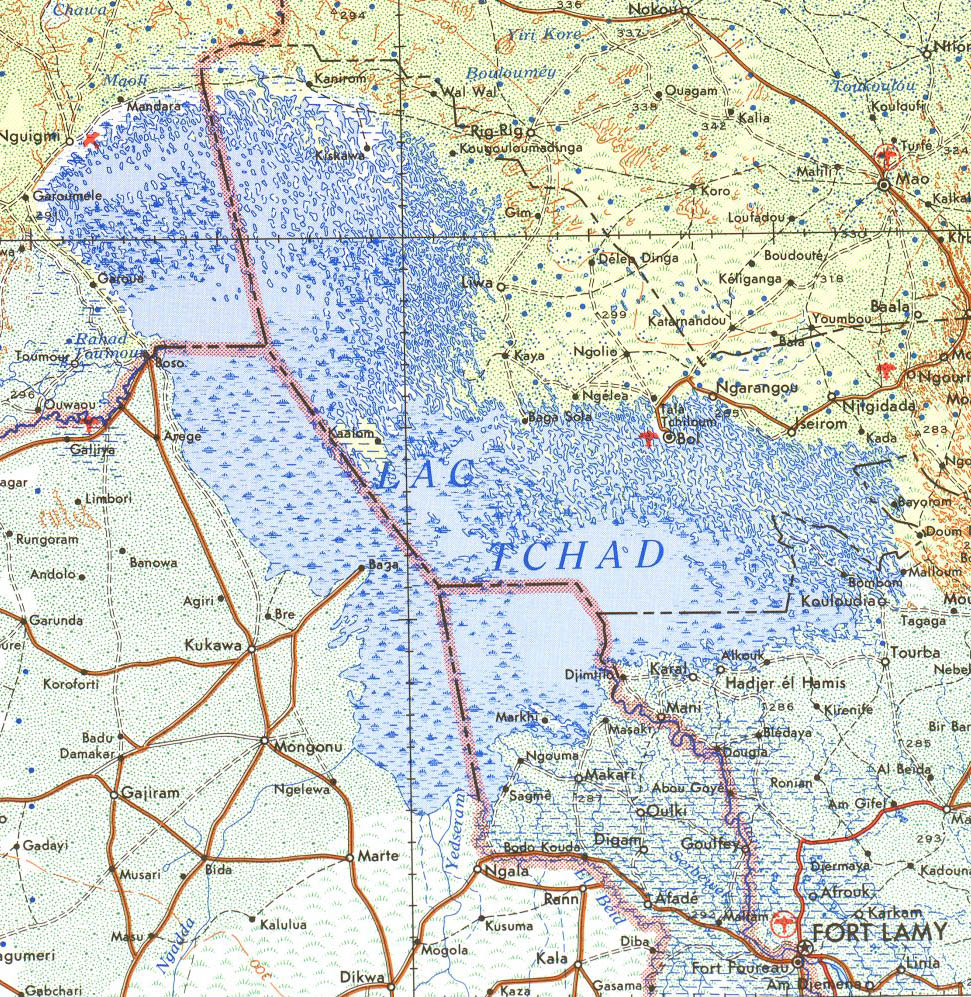
1973년 바가 도시의 위치가 나타나 있는 차드 호의 지도.

2013년 4월, 보코 하람과 나이지리아군 사이 전투가 일어나 도시가 파괴되어 185명 이상이 처형당했고, 2,000가구 이상이 집을 잃게 되었다.
2015년 1월, 보코 하람이 마을을 다시 공격하여 나이지리아군 기지 및 보코 하람과 대적하던 다국적군 기지를 장악했다. 이 마을은 완전히 불타버렸고 대략 2,000명 이상이 사망하여 보코 하람 역사상 최대 규모의 학살로 기록되었다. 일부 주민들은 옆 나라인 차드로 피난갔다.